# جون تيرتلتوب
جوناثان تشارلز تيرتلتوب (بالإنجليزية: Jon Turteltaub)‏ ولد في 8 أغسطس 1963 وهو مخرج سينمائي أميركي ويعمل أيضا كمنتج. وهو خريج من جامعة ويزليان وكلية الفنون السينمائية الأمريكية. في 6 يوليو 2006 تزوج من أمي الدون أخت المصور الصحفى دان الدون.
قام جون تيرتلتوب بإخراج العديد من الأفلام الناجحة نذكر منها Cool Runnings عام 1993 وWhile You Were Sleeping عام 1995 وظاهرة عام 1996 وinstinct عام 1999 والطفل عام 2000 وكنز وطني عام 2004 والجزء الثاني الكنز الوطني: كتاب الأسرار عام 2007.
كما قام بإخراج أول حلقتين من مسلسل جيريكو الذي يعرض على CBS.

## وصلات خارجية
- جون تيرتلتوب على موقع IMDb (الإنجليزية)
- جون تيرتلتوب على موقع ميتاكريتيك (الإنجليزية)
- جون تيرتلتوب على موقع روتن توميتوز (الإنجليزية)
- جون تيرتلتوب على موقع مونزينجر (الألمانية)
- جون تيرتلتوب على موقع ألو سيني (الفرنسية)
- جون تيرتلتوب على موقع ميوزك برينز (الإنجليزية)
- جون تيرتلتوب على موقع أول موفي (الإنجليزية)
- جون تيرتلتوب على موقع بوكس أوفيس موجو (الإنجليزية)
- جون تيرتلتوب على موقع قاعدة بيانات الأفلام السويدية (السويدية)
- جون تيرتلتوب على موقع إن إن دي بي (الإنجليزية)

صفحته على imdb